# Baldur’s Gate 3
Baldur’s Gate 3 (в переводе с англ. — «Врата Балдура 3») — компьютерная ролевая игра, разработанная и изданная бельгийской компанией Larian Studios. Baldur’s Gate 3 стала продолжением серии Baldur’s Gate, основанной на настольной ролевой игре Dungeons & Dragons; её действие происходит в той же вымышленной вселенной Forgotten Realms. Игра вышла 3 августа 2023 года для Windows и 6 сентября того же года для PlayStation 5, тогда как релиз для macOS состоялся 22 сентября. Версия для Xbox Series X/S была выпущена 7 декабря 2023 года.
Игра получила всеобщее одобрение от критиков, которые высоко оценили игровой процесс, сюжет, разнообразие доступных в игре приключений, занятий и свободу действий для игроков. Baldur’s Gate 3 удостоилась множества премий и стала первой игрой в истории, сумевшей завоевать награды в номинации «Игра года» на пяти ведущих церемониях в индустрии: Golden Joystick Awards, The Game Awards, D.I.C.E. Awards, Game Developers Choice Awards и BAFTA Games Awards.

## Игровой процесс
Как и предыдущие игры серии, Baldur’s Gate 3 представляет собой компьютерную ролевую игру, в которой игрок управляет группой персонажей, исследуя мир, выполняя различные задания и участвуя в сражениях. Каждый из этих персонажей — самостоятельная личность со своей историей, мотивацией и устремлениями. Игрок может создать собственного персонажа — из пятнадцати доступных рас на выбор — или взять одного из готовых, с уже прописанной историей и характером; другие готовые персонажи также встретятся в игре как возможные спутники главного героя, за исключением Тёмного Соблазна. Класс персонажа определяет доступные ему способности и влияет на навыки владения оружием; в игре в общей сложности 12 классов и 46 подклассов. Раса персонажа не влияет напрямую на характеристики — она лишь влияет на внешность и даёт некоторые бонусы, например, стойкость к определённым стихиям или способность видеть в темноте.
Размер управляемого игроком отряда меньше, чем в предыдущих играх серии — он состоит всего из четырёх персонажей. Игра основана на пятой редакции правил настольной ролевой игры Dungeons & Dragons и воспроизводит их довольно точно; различные математические расчёты, которые в настольной игре должны делать сами игроки, в Baldur’s Gate 3 берёт на себя компьютер.
В отличие от предыдущих игр серии, где сражения проходили в режиме реального времени с тактической паузой, сражения Baldur’s Gate 3 полностью пошаговые; тем не менее — в отличие уже от Divinity: Original Sin II — ходы в игре поочерёдно передаются между сторонами боя, а не отдельными участниками. В сражении каждый управляемый игроком персонаж может предпринять ряд действий, в том числе связанных с взаимодействием с окружением и другими персонажами — например, усилить своё оружие с помощью находящихся на поле боя источников огня или яда, прыжком переместиться на другой уровень поля боя, столкнуть врага с обрыва или поднять на ноги упавшего соратника. Как и в Divinity: Original Sin II, игрок может использовать существующие и создавать новые препятствия на поле боя — например, разлить по земле масло, на котором будут поскальзываться враги, или которое может загореться. Большинства сражений в игре можно будет избежать, в том числе с помощью системы скрытности, более сложной, чем в предыдущих играх серии или Divinity: Original Sin II — так, герои могут погасить свечи и факелы в помещении или воспользоваться специальным заклинанием, чтобы погрузить область игры во тьму и пробраться сквозь неё незамеченными.

## Сюжет
События Baldur’s Gate 3 происходят в 1492 году DR спустя 120 лет после событий Baldur’s Gate II: Shadows of Amn и несколько месяцев после модуля Baldur’s Gate: Descent into Avernus. В сюжете игры фигурируют иллитиды, они же «свежеватели разума» (англ. mind flayers) — зловещие осьминогоподобные существа, наделённые сверхъестественными способностями. Иллитиды размножаются, вводя личинок-«головастиков» в тела представителей других рас, и используют для перемещения живые летающие корабли с щупальцами — «наутилоиды». Игровой персонаж является пленником иллитидов на борту наутилоида; его первой задачей после побега становится избавление от вживлённого в мозг головастика. Это существо медленно разъедает мозг хозяина, однако даёт тому и уникальные способности вроде возможности телепатически общаться с другими существами. На своём пути игрок встречает других персонажей, заражёнными иллитидскими личинками, с которыми может продолжить своё странствие: воительницу-гитьянки Лаэзель, жрицу богини Шар по имени Шэдоухарт, эльфийского вампира-плута Астариона, волшебника Гейла, колдуна Уилла и варваршу-тифлинга Карлах.
История начинается с того, что герои оказываются на иллитидском корабле, который терпит крушение в районе Берега Мечей. Понимая, что поодиночке избавиться от паразитов будет затруднительно, они решают объединить усилия. Кроме того, у Шэдоухарт оказывается таинственный артефакт, защищающий героев от превращения в иллитидов. Протагонист узнает об этом, когда во сне к нему приходит таинственный Хранитель, утверждающий, что он живёт внутри данного артефакта. В процессе поиска способа излечения отряд узнает, что ответы надо искать в Лунных башнях, ибо туда уводят всех зараженных. 
В районе башен герои видят, что окрестные земли находятся под воздействием проклятия и узнают, что за это ответственен Кетерик Торм, командующий армией Абсолют, божества, которому поклоняются все зараженные. Солдаты Торма считают нас своим союзником и дают задание найти в древнем храме Песнь Ночи - источник бессмертия Кетерика. Ею оказывается дева Эйлин, дочь богини Селунэ. Освободив её и заручившись поддержкой, герои побеждают Кетерика и исцеляют от проклятия окрестности Лунных башен. Попутно они узнают, что Абсолют является огромным иллитидским мозгом, контролируемый тремя нетерийскими камнями, владельцами которых являются Кетерик, Горташ и Орин. Последние двое уходят через портал во Врата Балдура. 
По пути в город на героев нападают гитьянки, внезапно появившиеся из портала. Последовав за ними, отряд попадает в астральный план, где встречает Хранителя, который ранее во снах являлся протагонисту в другом облике. Им оказался разумный иллитид, представившийся Императором, который, как и герои, желает окончательно освободиться от влияния Абсолют. Он использовал артефакт-сферу и заключённого в ней принца гит по имени Орфей для защиты себя и героев от воздействия Абсолют. Император говорит протагонисту о необходимости заполучить два оставшихся нетерийских камня, чтобы взять под контроль старший мозг и избавиться от личинок в голове.
В городе отряд поочередно расправляется с местным правителем - Горташем и главой культа Баала - Орин, после чего пытается с помощью полученных камней подчинить Абсолют, но терпит неудачу. Оказывается, мозг заранее все продумал и, после избавления от своих надзирателей, освобождается и начинает разрушать город. Героев спасает Император, телепортируя их в астральный план. Выясняется, что подчинить Абсолют можно, только будучи иллитидом, соответственно перед игроком встает выбор, кто в конечном итоге возьмет на себя эту ответственность. После победы над мозгом протагонист также решает, убить его вместе со всеми иллитидами и личинками в головах героев или же подчинить и самому стать правителем Абсолют, превратив всех своих друзей в марионеток.
Спустя несколько месяцев после финальной битвы протагонист встречается со своими напарниками и другими персонажами. Состав участников встречи и темы разговоров с ними зависят от того, какие выборы и решения игрок принимал на протяжении всей истории. 

## Разработка
Предыдущие части серии Baldur’s Gate, разработанные BioWare и Black Isle Studios, выпускались компанией Interplay Entertainment в конце 1990-х годов и пользовались огромной популярностью, однако новых игр в серии не выходило на протяжении многих лет. В 2003 году Black Isle Studios разрабатывала и третью часть серии под названием Baldur's Gate III: The Black Hound, однако эта игра была отменена в связи с финансовыми проблемами издателя Interplay Entertainment и закрытием студии. Компания Wizards of the Coast, выпускающая настольную ролевую игру Dungeons & Dragons, продолжала поддерживать и обновлять её на протяжении последующих лет — Baldur’s Gate 3 основана на последней пятой редакции правил Dungeons & Dragons. Различные разработчики, в прошлом связанные с серией Baldur’s Gate — как Брайан Фарго и его студия inXile Entertainment, Фергюс Уркхарт и студия Obsidian Entertainment, а также Трент Остер и студия Beamdog — неоднократно пытались получить права на разработку новой Baldur’s Gate.

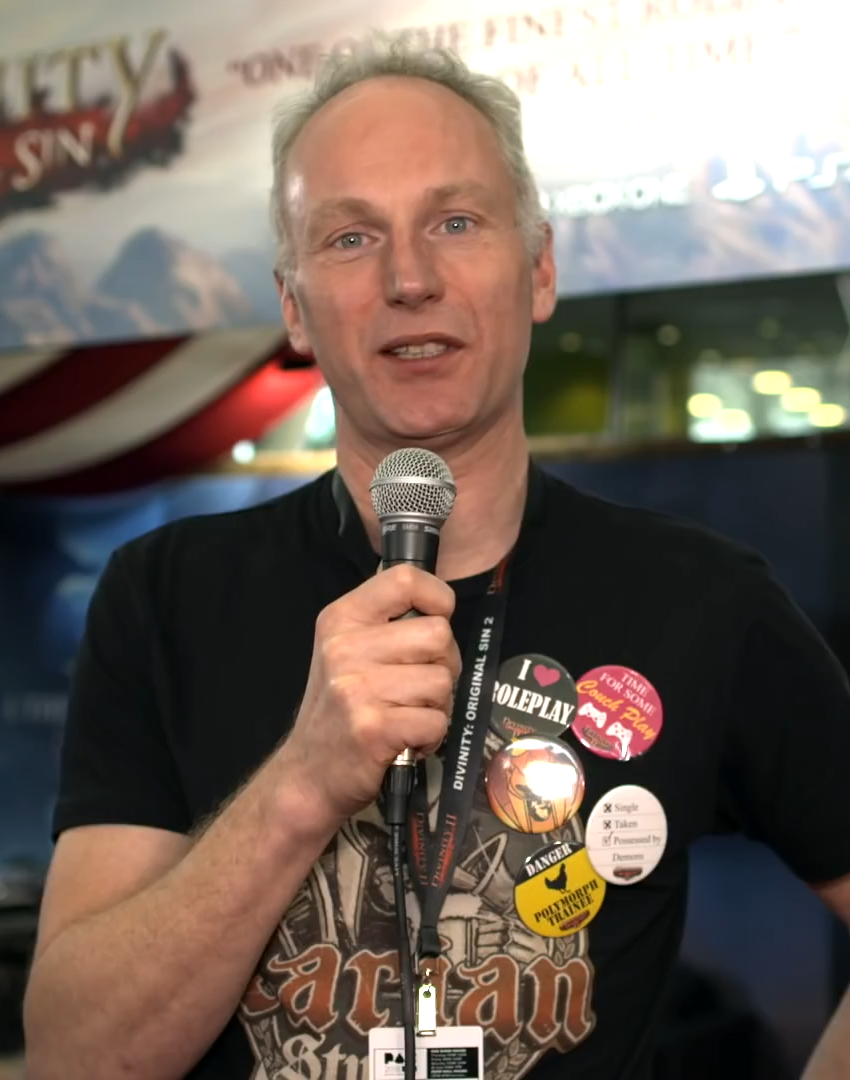
Свен Винке, глава Larian Studios и руководитель разработки Baldur’s Gate 3

Такой же интерес к правам на разработку испытывала и студия Larian Studios, выпускавшая собственную серию компьютерных ролевых игр Divinity; глава Larian Studios Свен Винке обращался к Wizards of the Coast вскоре после выхода игры Divinity: Original Sin, но получал отказ: руководство Wizards of the Coast считало его студию недостаточно опытной. Тем не менее, ко временам выхода Divinity: Original Sin II мнение правообладателя изменилось, и Wizards of the Coast уже сама обратились к Larian Studios с предложением о сделке. При этом Larian Studios, будучи и разработчиком, и издателем игры, сохраняла творческую независимость и не обязана была отчитываться ни перед кем, кроме Wizards of the Coast. По воспоминаниям Винке, сделку заключили примерно за месяц до выхода Original Sin II, когда разработчики были очень заняты собственной игрой. Первый дизайн-документ игры, которую Винке и несколько его сотрудников сочинили «за пару дней» в номере отеля, Wizards of the Coast забраковала; как говорил Винке, в переводе с корпоративного языка отзыв правообладателя звучал как «полное дерьмо». Тем не менее, они получили второй шанс. Новая концепция стала более мрачной, жестокой и неожиданной — исполнительный продюсер Larian Studios Дэвил Уолгрейв опасался, что её отвергнут, «скажут, что мы сошли с ума». Однако правообладатель посчитал предложение «крутым» и одобрил сделку.
Для Larian Studios новая игра стала основным и единственным проектом — она не выпускала никаких других игр с 2017 по 2023 год. Larian Studios значительно увеличила штат сотрудников для работы над игрой — если на момент запуска проекта в Larian Studios было около 140 сотрудников, к весне 2020 года в студии работало уже 250 человек, и созданием игры также занималось ещё 50 внешних сотрудников, привлечённых в рамках аутсорсинга. К моменту выхода игры в 2023 году штат студии вырос до 450 человек. Эти сотрудники были разбросаны по подразделениям компании в шести странах мира, включая Россию, Канаду и Малайзию. В 2022 году на фоне вторжения России на Украину студия закрыла своё подразделение по захвату движения в Санкт-Петербурге — это привело к задержке разработки.
Игра была анонсирована 6 июня 2019 года в рамках мероприятия Stadia Connect, посвящённого облачному игровому сервису Stadia от Google. Винке, несмотря на свой энтузиазм по поводу Stadia, отмечал, что игра не будет выпущена исключительно в этом сервисе — она должна была выйти и на других платформах, в частности, для персональных компьютеров. Этот отказ от «эксклюзивности» касался и сетей цифровой дистрибуции — в 2019 году многие игры заранее объявлялись «эксклюзивами» сервиса Epic Games Store, и их нельзя было купить нигде больше; Larian, однако, сразу же с анонсом создала страницы игры также в Steam и GOG. Сервис Stadia был запущен в ноябре 2019 года и сразу же столкнулся с техническими проблемами; Винке, однако, всё ещё верил в эту «новую технологию» и рассуждал о разрабатываемых специально для неё функциях — например, чтобы зрители онлайн-трансляции могли повлиять на результаты броска кубика. Сервис Stadia сам должен был поддерживать похожую механику под названием Crowd Choice, позволяющую зрителям голосовать за тот или иной исход в игре.

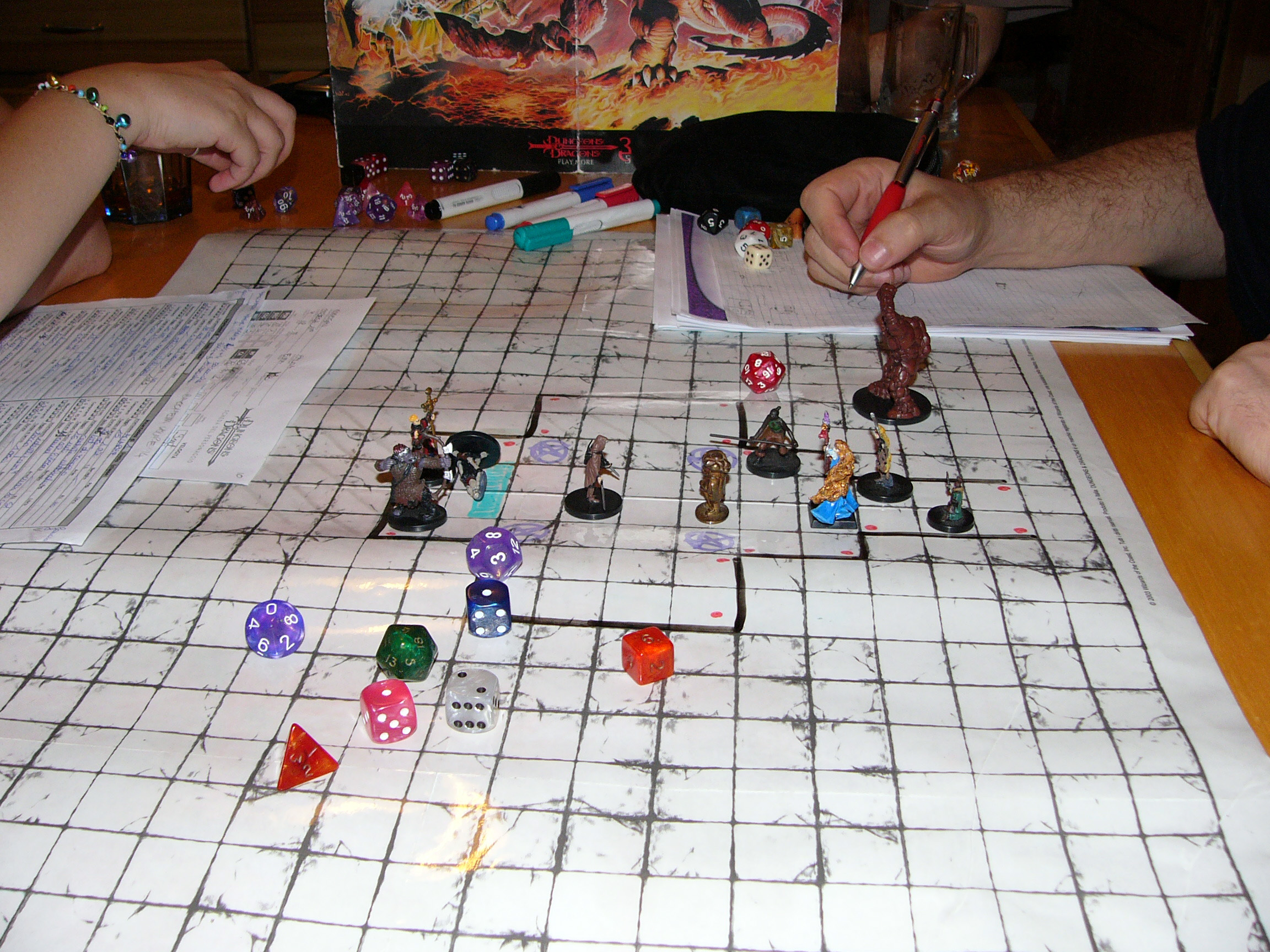
Baldur’s Gate 3 основана на пятой редакции НРИ Dungeons & Dragons

В отличие от предыдущих игр Larian Studios, в Baldur’s Gate 3 присутствует огромное количество диалоговых сцен, напоминающих короткие фильмы — в каждом таком диалоге камера вблизи показывает лица персонажей и их выражения. Разработчикам пришлось создавать отдельные группы, которые могли отвечать за освещение или за контроль качества роликов, и сформировать беспрецедентно большой отдел, отвечавший за запись звука. В озвучивании английской версии игры приняло участие 248 актёров — для каждого персонажа, включая даже самых мелких неигровых, одновременно с записью голоса актёра выполняли и захват движения; иными словами, движения и жесты персонажей во время разговора — это записанные движения актёров, лишь доработанные аниматорами. По словам режиссёра-постановщика Алёны Барановой, актёрам позволяли вносить в роль свои характерные манеры в том числе и на уровне движения, так что, например, «военные» и несколько нечеловеческие движения Лаэ’зель или демонстративно театральные жесты Астариона — это тоже выбор исполнявших их роли актёров Деворы Уайлд и Нила Ньюбона.

## Выпуск
Как и предыдущие игры Larian Studios, Baldur’s Gate 3 первоначально была выпущена по системе раннего доступа. В сентябре 2022 года Google объявила о намерении закрыть Stadia и вернуть подписчикам и покупателям игр потраченные деньги; сервис был окончательно закрыт 18 января 2023 года — это означало и отмену полной версии Baldur’s Gate 3 для Stadia.
В феврале 2023 года разработчики игры объявили, что полная версия Baldur’s Gate 3 выйдет 31 августа 2023 года. 29 июня 2023 года разработчики игры объявили о переносе релиза игры для Windows на 3 августа, для PlayStation 5 — на 6 сентября. Этот перенос был вынужденным, чтобы избежать конкуренции с другим крупным релизом — игрой Starfield. Когда стала известна дата выхода Starfield, Винке созвал срочное совещание с сотрудниками. Подчинённые опасались, что выпуск игры задержится, но глава Larian Studios решил вместо этого ускориться, выпустив игру на месяц раньше. Версия для macOS также несколько раз переносилась и в итоге вышла 22 сентября 2023 года. В августе 2023 года стало известно, что выход игры для Xbox Series X/S состоится осенью 2023 года, однако из-за технических ограничений консоли Series S не будут поддерживать режим разделённого экрана на момент релиза. Релиз для консолей Xbox состоялся 7 декабря 2023 года. Пользовательское соглашение Baldur’s Gate 3 в качестве пасхального яйца запрещало пользователю заключать сделки с потусторонними силами.
5 сентября 2024 года к игре вышло самое крупное и финальное обновление, в котором появилась официальная поддержка модификаций.

## Саундтрек
Музыкальное сопровождение к игре было написано Бориславом Славовым. Композитор опубликовал альбом из 43 треков на своём YouTube-канале 3 августа 2023 года, а спустя неделю саундтрек стал официально доступен для загрузки на музыкальных стриминговых сервисах. В середине сентября альбом вошёл в топ-10 самых популярных саундтреков на iTunes.
| №                   | Название                                | Длительность |
| ------------------- | --------------------------------------- | ------------ |
| 1.                  | «Main Theme, Pt. 1»                     | 2:47         |
| 2.                  | «Main Theme, Pt. 2»                     | 2:11         |
| 3.                  | «Mind Flayer Theme»                     | 3:57         |
| 4.                  | «Who Are You»                           | 2:26         |
| 5.                  | «Nine Blades»                           | 4:49         |
| 6.                  | «Quest for a Cure»                      | 4:43         |
| 7.                  | «Lead Your Fights»                      | 3:16         |
| 8.                  | «Harpy Song»                            | 2:34         |
| 9.                  | «Weeping Dawn»                          | 2:47         |
| 10.                 | «Cunning Cruel Crits»                   | 2:54         |
| 11.                 | «The Cult of the Absolute»              | 3:42         |
| 12.                 | «Sixteen Strikes»                       | 4:22         |
| 13.                 | «The Colors of Underdark»               | 3:30         |
| 14.                 | «Twisted Force»                         | 2:28         |
| 15.                 | «Shadows, Curse and Death»              | 4:30         |
| 16.                 | «Last Light»                            | 4:57         |
| 17.                 | «Old Time Battles, Pt. 1»               | 3:18         |
| 18.                 | «I Want to Live - Instrumental Version» | 4:42         |
| 19.                 | «Nightsong»                             | 1:17         |
| 20.                 | «The Power - Choral Version»            | 3:04         |
| 21.                 | «Old Time Battles - Bard Version»       | 2:04         |
| 22.                 | «The Power - Orchestral Version»        | 4:38         |
| 23.                 | «A Threat from Nether Years»            | 2:53         |
| 24.                 | «Surgery of a Hope»                     | 5:12         |
| 25.                 | «Last Shelter»                          | 2:52         |
| 26.                 | «The Odds Are Cast Anew»                | 3:50         |
| 27.                 | «Gather Your Allies!»                   | 3:39         |
| 28.                 | «Dream Walk - Instrumental Version»     | 3:56         |
| 29.                 | «Bard Dance»                            | 2:52         |
| 30.                 | «Wash My Dreams Away»                   | 4:30         |
| 31.                 | «Song of Balduran»                      | 3:02         |
| 32.                 | «The Legacy of Bhaal»                   | 2:57         |
| 33.                 | «Elder Brain»                           | 3:54         |
| 34.                 | «Forging the Fate»                      | 2:13         |
| 35.                 | «The Road to Baldur’s Gate»             | 1:41         |
| 36.                 | «Raphael’s Final Act»                   | 2:35         |
| 37.                 | «The Grand Design (Requiem)»            | 6:20         |
| 38.                 | «Old Time Battles, Pt. 2»               | 3:17         |
| 39.                 | «Down by the River»                     | 2:20         |
| 40.                 | «I Want to Live - Classical Version»    | 3:59         |
| 41.                 | «Main Theme, Pt. 3»                     | 2:52         |
| 42.                 | «I Want to Live»                        | 3:53         |
| 43.                 | «The Power - Credits Song»              | 3:51         |
| Общая длительность: | Общая длительность:                     | 2:27:34      |

## Приём

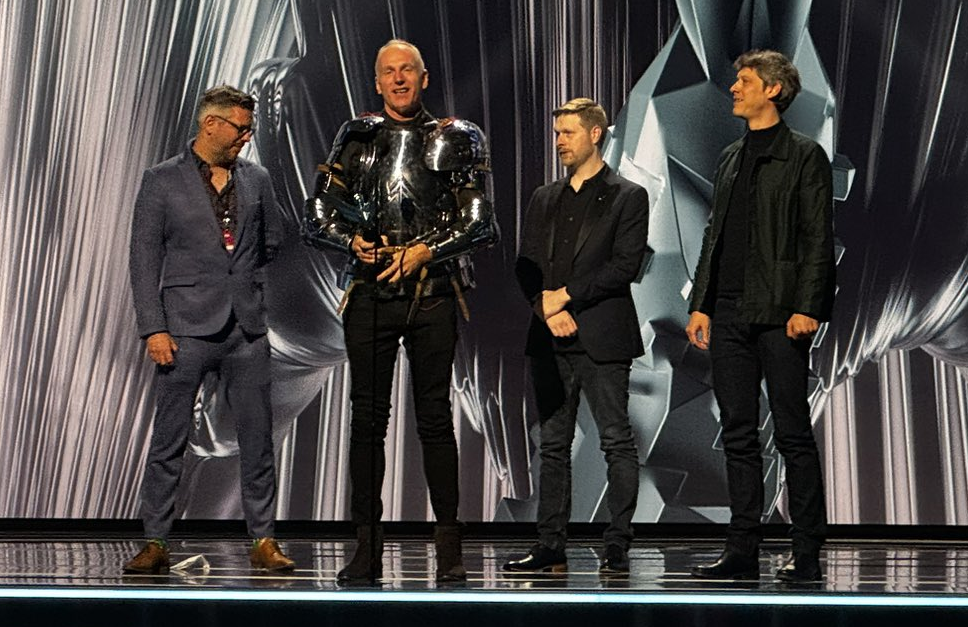
Larian Studios получила премию «Игра года» на The Game Awards 2023

### Отзывы
| Сводный рейтинг       | Сводный рейтинг                        |
| Агрегатор             | Оценка                                 |
| --------------------- | -------------------------------------- |
| Metacritic            | (PC) 96/100 (PS5) 96/100 (XBSX) 99/100 |
| OpenCritic            | 96/100                                 |
| Иноязычные издания    |                                        |
| Издание               | Оценка                                 |
| Destructoid           | 10/10                                  |
| Digital Trends        | [ 44 ]                                 |
| Edge                  | 10/10                                  |
| Eurogamer             | [ 46 ]                                 |
| Game Informer         | 9,5/10                                 |
| GameSpot              | 10/10                                  |
| GamesRadar+           | [ 49 ]                                 |
| GameStar              | 95/100                                 |
| Hardcore Gamer        | 5/5                                    |
| IGN                   | 10/10                                  |
| Jeuxvideo.com         | 19/20                                  |
| NME                   | [ 54 ]                                 |
| PCGamesN              | 9/10                                   |
| PC Gamer (US)         | 97 %                                   |
| Polygon               | Рекомендуется                          |
| Push Square           | 10/10                                  |
| The Games Machine     | 9,5/10                                 |
| The Guardian          | [ 60 ]                                 |
| VideoGamer            | 10/10                                  |
| Русскоязычные издания |                                        |
| Издание               | Оценка                                 |
| 3DNews                | 10/10                                  |
| GoHa.Ru               | «Эпично (S)»                           |
| PlayGround.ru         | 9,5/10                                 |
| StopGame.ru           | «Изумительно»                          |
| «Игромания»           | 9,5/10                                 |
| «Канобу»              | 10/10                                  |

По данным агрегатора рецензий Metacritic, Baldur’s Gate 3 получила «всеобщее одобрение» обозревателей. Критики высоко оценили качество сценария, в том числе детальное воссоздание сеттинга Фейруна из Dungeons & Dragons. В особенности им понравились переплетающиеся сюжетные линии, приводящие игроков к альтернативным сюжетным моментам, а также персонажи, в частности компаньоны главного героя, которые кажутся интересными и запоминающимися. Критики также высоко оценили технические аспекты Baldur’s Gate 3, включая озвучку, анимацию персонажей и лиц и детализированное окружение. Реализация в игре набора правил 5-го издания Dungeons & Dragons была хорошо принята, хотя некоторые критики посчитали, что сложность системы может отпугнуть игроков, совершенно незнакомых с настольной версией. Оценки инвентаря и некоторых аспектов пользовательского интерфейса были менее благоприятными.
Фрейзер Браун из PC Gamer назвал игру «новой вершиной жанра CRPG» и лучшей компьютерной ролевой игрой, в которую он когда-либо играл. По мнению Брауна, она сочетает в себе лучшие элементы образцовых игр в жанре и, казалось бы, отличающиеся философии — кинематографическое повествование, «песочницу» и отыгрыш роли в духе настольных игр. Редакция PC Gamer особо отмечала, что Baldur’s Gate 3 стала одной из самых высоко оценённых PC Gamer игр за всю историю издания, а для британской версии журнала — самой высоко оценённой. 
Ник Рюбен в рецензии для The Guardian сравнивал Baldur’s Gate 3 с настольной игрой, которую ведёт человек-мастер — «увлечённый, азартный, с чувством юмора, с садистскими наклонностями, возможно, чересчур сексуально озабоченный, всегда на шаг впереди любой безумной задумки, которая могла бы прийти вам в голову». По его словам, от других подобных RPG-игр Baldur’s Gate 3 отличает огромное количество реплик и откликов на всевозможные действия игрока, иногда заставляющих игру казаться «разумной». Рюбен особо отмечал и насыщенность игры контентом — даже в небольшой области, как одна-единственная таверна, может оказаться множество заданий и секретов, чтобы занять игрока на целый вечер.
Отдельной похвалы критиков удостоился персонаж Тёмного Соблазна — игровой вариант прохождения, который журналисты сравнивали с независимым прохождением Fallout: New Vegas и кланом Малкавиан из Vampire: The Masquerade — Bloodlines. Касс Маршалл из Polygon и другие обозреватели высоко оценили то, как внутренняя борьба с навязчивыми мыслями и их последствия добавляют глубины повествованию. Кэт Басселл в TechRadar отметила, как присутствие тёмных побуждений через диалоги и появления Скелеритаса Гнуса создаёт уникальное ощущение потери контроля, сравнимое с лучшими образцами хоррор-игр. По мнению Жасмин Гулд-Уилсон из GamesRadar+, неразрывная связь этого персонажа с сюжетом усиливает ощущение его «каноничности» и придаёт особый вес решениям игрока.
Рецензент IGN Portugal назвал игру «шедевром, в который обязательно нужно поиграть». Алекс Батталья из Eurogamer похвалил производительность игры на ПК и добавил, что «Baldur’s Gate 3 запускается без каких-либо проблем, что ставит под сомнение техническое качество других крупных AAA-релизов».

### Продажи
За время пребывания игры в раннем доступе её продажи достигли 2,5 миллиона копий. Baldur’s Gate 3 стала самой продаваемой игрой в Steam и GOG.com в день выхода из раннего доступа. В этот день по количеству одновременно играющих пользователей Steam — 418 тысяч — игра заняла второе место среди игр, выпущенных в 2023 году; лишь у Hogwarts Legacy ранее в этом году такой показатель был больше. 13 августа показатель достиг 875 тысяч — в этот момент ролевая игра была одной из самых популярных игр на платформе, уступая лишь многопользовательским Dota 2 и Counter-Strike: Global Offensive. Глава студии Larian Свен Винке сообщил, что ожидал намного меньшее количество одновременных игроков, порядка 100 тысяч. В начале октября показатель онлайн составлял 300 тысяч. По словам Винке, в марте 2024 года продажи игры достигли около 15 миллионов копий, в два раза превысив показатели Divinity: Original Sin II.

### Награды и номинации
| Год  | Награда                         | Категория                                        | Номинант(ы) | Результат | Ист.    |
| ---- | ------------------------------- | ------------------------------------------------ | --- | --------- | ------- |
| 2020 | Hollywood Music in Media Awards | Оригинальная песня — видеоигра                   | Борислав Славов (за «Weeping Dawn») | Номинация | [ 85 ]  |
| 2021 | Hollywood Music in Media Awards | Оригинальная песня — видеоигра                   | Борислав Славов (за «I Want to Live») | Номинация | [ 86 ]  |
| 2023 | Golden Joystick Awards          | Лучший сюжет                                     | Baldur’s Gate 3 | Победа    | [ 87 ]  |
| 2023 | Golden Joystick Awards          | Лучшее игровое сообщество                        | Baldur’s Gate 3 | Победа    | [ 87 ]  |
| 2023 | Golden Joystick Awards          | Лучший визуальный дизайн                         | Baldur’s Gate 3 | Победа    | [ 87 ]  |
| 2023 | Golden Joystick Awards          | Игра года на ПК                                  | Baldur’s Gate 3 | Победа    | [ 87 ]  |
| 2023 | Golden Joystick Awards          | Студия года                                      | Larian Studios | Победа    | [ 87 ]  |
| 2023 | Golden Joystick Awards          | Лучшая актёрская игра второго плана              | Амелия Тайлер (рассказчица) | Номинация | [ 88 ]  |
| 2023 | Golden Joystick Awards          | Лучшая актёрская игра второго плана              | Нил Ньюбон (Астарион) | Победа    | [ 87 ]  |
| 2023 | Golden Joystick Awards          | Лучшая игра года                                 | Baldur’s Gate 3 | Победа    | [ 87 ]  |
| 2023 | Hollywood Music in Media Awards | Оригинальный саундтрек — видеоигра               | Борислав Славов | Номинация | [ 89 ]  |
| 2023 | The Game Awards                 | Игра года                                        | Baldur’s Gate 3 | Победа    | [ 90 ]  |
| 2023 | The Game Awards                 | Лучшая игровая режиссура                         | Baldur’s Gate 3 | Номинация | [ 90 ]  |
| 2023 | The Game Awards                 | Лучшее игровое повествование                     | Baldur’s Gate 3 | Номинация | [ 90 ]  |
| 2023 | The Game Awards                 | Лучший саундтрек                                 | Борислав Славов | Номинация | [ 90 ]  |
| 2023 | The Game Awards                 | Лучшая актёрская игра                            | Нил Ньюбон (Астарион) | Победа    | [ 90 ]  |
| 2023 | The Game Awards                 | Лучшая поддержка сообщества                      | Baldur’s Gate 3 | Победа    | [ 90 ]  |
| 2023 | The Game Awards                 | Лучшая ролевая игра                              | Baldur’s Gate 3 | Победа    | [ 90 ]  |
| 2023 | The Game Awards                 | Лучшая многопользовательская игра                | Baldur’s Gate 3 | Победа    | [ 90 ]  |
| 2023 | The Game Awards                 | Лучшая игра — выбор игроков                      | Baldur’s Gate 3 | Победа    | [ 90 ]  |
| 2023 | 3DJuegos Awards                 | Лучший саундтрек                                 | Baldur’s Gate 3 | Номинация | [ 91 ]  |
| 2023 | 3DJuegos Awards                 | Лучший сюжет                                     | Baldur’s Gate 3 | Победа    | [ 91 ]  |
| 2023 | 3DJuegos Awards                 | Игра года — выбор читателей                      | Baldur’s Gate 3 | Победа    | [ 91 ]  |
| 2023 | 3DJuegos Awards                 | Игра года                                        | Baldur’s Gate 3 | Победа    | [ 91 ]  |
| 2023 | Brazil Game Awards              | Игра года                                        | Baldur’s Gate 3 | Победа    | [ 92 ]  |
| 2023 | Brazil Game Awards              | Лучшая ролевая игра                              | Baldur’s Gate 3 | Победа    | [ 92 ]  |
| 2023 | Brazil Game Awards              | Лучшая многопользовательская игра                | Baldur’s Gate 3 | Победа    | [ 92 ]  |
| 2023 | Brazil Game Awards              | Лучший саундтрек                                 | Baldur’s Gate 3 | Номинация | [ 92 ]  |
| 2023 | Brazil Game Awards              | Лучшая студия                                    | Larian Studios | Победа    | [ 92 ]  |
| 2023 | The Vtuber Awards               | Стриминговая игра года                           | Baldur’s Gate 3 | Номинация | [ 93 ]  |
| 2023 | Steam Awards                    | Игра года                                        | Baldur’s Gate 3 | Победа    | [ 94 ]  |
| 2023 | Steam Awards                    | Лучшая игра с выдающимся сюжетом                 | Baldur’s Gate 3 | Победа    | [ 94 ]  |
| 2024 | New York Game Awards            | Лучшая игра года                                 | Baldur’s Gate 3 | Победа    | [ 95 ]  |
| 2024 | New York Game Awards            | Лучший игровой сценарий                          | Baldur’s Gate 3 | Победа    | [ 95 ]  |
| 2024 | New York Game Awards            | Лучший мир                                       | Baldur’s Gate 3 | Номинация | [ 95 ]  |
| 2024 | New York Game Awards            | Лучший саундтрек                                 | Baldur’s Gate 3 | Номинация | [ 95 ]  |
| 2024 | New York Game Awards            | Лучшая актёрская игра                            | Амелия Тайлер (рассказчица) | Номинация | [ 95 ]  |
| 2024 | New York Game Awards            | Лучшая актёрская игра                            | Нил Ньюбон (Астарион) | Номинация | [ 95 ]  |
| 2024 | D.I.C.E. Awards                 | Игра года                                        | Свен Винке, Дэвид Уолгрейв | Победа    | [ 96 ]  |
| 2024 | D.I.C.E. Awards                 | Ролевая игра года                                | Свен Винке, Дэвид Уолгрейв | Победа    | [ 96 ]  |
| 2024 | D.I.C.E. Awards                 | Лучшая игровая режиссура                         | Свен Винке | Победа    | [ 96 ]  |
| 2024 | D.I.C.E. Awards                 | Лучший геймдизайн                                | Ник Печенин, Эдуар Имбер, Фарханг Намдар | Победа    | [ 96 ]  |
| 2024 | D.I.C.E. Awards                 | Лучший персонаж                                  | Нил Ньюбон, Адам Смит, Кристал Динг, Стивен Руни (Астарион) | Номинация | [ 97 ]  |
| 2024 | D.I.C.E. Awards                 | Лучший персонаж                                  | Саманта Бэйарт, Адам Смит, Кристал Динг, Сара Бэйлус (Карлах) | Номинация | [ 97 ]  |
| 2024 | D.I.C.E. Awards                 | Лучший сюжет                                     | Адам Смит, Кристал Динг | Победа    | [ 96 ]  |
| 2024 | The Streamer Awards             | Стриминговая игра года                           | Baldur’s Gate 3 | Номинация | [ 98 ]  |
| 2024 | NAVGTR Award                    | Игра года                                        | Baldur’s Gate 3 | Победа    | [ 99 ]  |
| 2024 | NAVGTR Award                    | Лучший дизайн костюмов                           | Baldur’s Gate 3 | Номинация | [ 99 ]  |
| 2024 | NAVGTR Award                    | Лучший дизайн геймплея (франшиза)                | Baldur’s Gate 3 | Номинация | [ 99 ]  |
| 2024 | NAVGTR Award                    | Лучшая ролевая игра (франшиза)                   | Baldur’s Gate 3 | Победа    | [ 99 ]  |
| 2024 | NAVGTR Award                    | Лучший оригинальный саундтрек к драме (франшиза) | Baldur’s Gate 3 | Победа    | [ 99 ]  |
| 2024 | NAVGTR Award                    | Лучшая актёрская игра второго плана в драме      | Нил Ньюбон (Астарион) | Номинация | [ 99 ]  |
| 2024 | GLAAD Media Awards              | Лучшая видеоигра                                 | Baldur’s Gate 3 | Победа    | [ 100 ] |
| 2024 | Game Developers Choice Awards   | Лучший звук                                      | Baldur’s Gate 3 | Номинация | [ 101 ] |
| 2024 | Game Developers Choice Awards   | Лучший дизайн                                    | Baldur’s Gate 3 | Победа    | [ 101 ] |
| 2024 | Game Developers Choice Awards   | Премия за инновации                              | Baldur’s Gate 3 | Номинация | [ 101 ] |
| 2024 | Game Developers Choice Awards   | Лучшее повествование                             | Baldur’s Gate 3 | Победа    | [ 101 ] |
| 2024 | Game Developers Choice Awards   | Премия за социальное влияние                     | Baldur’s Gate 3 | Номинация | [ 101 ] |
| 2024 | Game Developers Choice Awards   | Лучшая технология                                | Baldur’s Gate 3 | Номинация | [ 101 ] |
| 2024 | Game Developers Choice Awards   | Игра года                                        | Baldur’s Gate 3 | Победа    | [ 101 ] |
| 2024 | Game Developers Choice Awards   | Приз зрительских симпатий                        | Baldur’s Gate 3 | Победа    | [ 101 ] |
| 2024 | BAFTA Games Awards              | Лучшая игра                                      | Baldur’s Gate 3 | Победа    | [ 102 ] |
| 2024 | BAFTA Games Awards              | Лучшее визуальное оформление                     | Baldur’s Gate 3 | Номинация | [ 103 ] |
| 2024 | BAFTA Games Awards              | Лучшая многопользовательская игра                | Baldur’s Gate 3 | Номинация | [ 103 ] |
| 2024 | BAFTA Games Awards              | Лучший саундтрек                                 | Борислав Славов | Победа    | [ 102 ] |
| 2024 | BAFTA Games Awards              | Лучший сюжет                                     | Baldur’s Gate 3 | Победа    | [ 102 ] |
| 2024 | BAFTA Games Awards              | Лучшая актёрская игра                            | Амелия Тайлер (рассказчица) | Номинация | [ 103 ] |
| 2024 | BAFTA Games Awards              | Лучшая актёрская игра                            | Нил Ньюбон (Астарион) | Номинация | [ 103 ] |
| 2024 | BAFTA Games Awards              | Лучшая актёрская игра                            | Саманта Бэйарт (Карлах) | Номинация | [ 103 ] |
| 2024 | BAFTA Games Awards              | Лучшая актёрская игра второго плана              | Эндрю Уинкотт (Рафаил) | Победа    | [ 102 ] |
| 2024 | BAFTA Games Awards              | Лучшая актёрская игра второго плана              | Трэйси Уайлз (Джахейра) | Номинация | [ 103 ] |
| 2024 | BAFTA Games Awards              | Игра года — выбор игроков                        | Baldur’s Gate 3 | Победа    | [ 102 ] |
| 2024 | Webby Awards                    | Лучший геймдизайн                                | Baldur’s Gate 3 | Победа    | [ 104 ] |
| 2024 | Webby Awards                    | Лучший геймдизайн — выбор игроков                | Baldur’s Gate 3 | Победа    | [ 104 ] |
| 2024 | Webby Awards                    | Независимый разработчик                          | Baldur’s Gate 3 | Победа    | [ 104 ] |
| 2024 | Webby Awards                    | Независимый разработчик — выбор игроков          | Baldur’s Gate 3 | Победа    | [ 104 ] |
| 2024 | Digital Dragons Awards          | Лучшая иностранная игра                          | Baldur’s Gate 3 | Победа    | [ 105 ] |
| 2024 | Gayming Awards                  | Игра года                                        | Baldur’s Gate 3 | Победа    | [ 106 ] |
| 2024 | Gayming Awards                  | Приз читателей                                   | Baldur’s Gate 3 | Победа    | [ 106 ] |
| 2024 | Gayming Awards                  | Достоверная репрезентация                        | Baldur’s Gate 3 | Номинация | [ 106 ] |
| 2024 | Gayming Awards                  | Лучший ЛГБТ-персонаж                             | Дева Эйлин | Номинация | [ 106 ] |
| 2024 | Gayming Awards                  | Лучший ЛГБТ-персонаж                             | Шэдоухарт | Победа    | [ 106 ] |
| 2024 | Gayming Awards                  | Разнообразие в индустрии                         | Larian Studios | Номинация | [ 106 ] |
| 2024 | Небьюла                         | Лучшее игровое повествование                     | Адам Смит, Адриенна Лоу, Бодлер Уэлч, Кристал Динг, Элла Макконнелл, Ине Ван Хамме, Ян Ван Досселаер, Джон Коркоран, Кевин Ванорд, Лоуренс Шик, Мартин Доэрти, Рэйчел Куирк, Рори Мур, Сара Бэйлус, Стивен Руни, Свен Винке | Победа    | [ 107 ] |
| 2024 | MCV/DEVELOP Awards              | Лучшее аудио                                     | Baldur’s Gate 3 | Победа    | [ 108 ] |
| 2024 | MCV/DEVELOP Awards              | Лучший сюжет                                     | Baldur’s Gate 3 | Победа    | [ 108 ] |
| 2024 | MCV/DEVELOP Awards              | Лучший геймплей                                  | Baldur’s Gate 3 | Номинация | [ 109 ] |
| 2024 | MCV/DEVELOP Awards              | Студия года                                      | Larian Studios | Победа    | [ 108 ] |
| 2024 | Develop: Star Awards            | Игра года                                        | Baldur’s Gate 3 | Победа    | [ 110 ] |
| 2024 | Develop: Star Awards            | Лучший геймдизайн                                | Baldur’s Gate 3 | Номинация | [ 110 ] |
| 2024 | Develop: Star Awards            | Лучший звук                                      | Baldur’s Gate 3 | Номинация | [ 110 ] |
| 2024 | Develop: Star Awards            | Лучшее визуальное оформление                     | Baldur’s Gate 3 | Номинация | [ 110 ] |
| 2024 | Develop: Star Awards            | Лучший сюжет                                     | Baldur’s Gate 3 | Победа    | [ 110 ] |
| 2024 | Develop: Star Awards            | Лучшая студия                                    | Larian Studios | Победа    | [ 110 ] |
| 2024 | Хьюго                           | Лучшая игра или интерактивное творение           | Baldur’s Gate 3 | Победа    | [ 111 ] |
| 2024 | The Game Awards                 | Лучшая поддержка сообщества                      | Baldur’s Gate 3 | Победа    | [ 112 ] |
| 2024 | Steam Awards                    | Любимое дитя                                     | Baldur’s Gate 3 | Ожидается | [ 113 ] |